# Phyllotreta distincta
Phyllotreta distincta es una especie de insecto coleóptero de la familia Chrysomelidae. Fue descrita científicamente en 1914 por Monnot.